# Bolsa de Filipinas
La Bolsa de Filipinas (Philippine Stock Exchange en inglés, Pamilihang Sapi ng Pilipinas en filipino), sigla PSE, es la bolsa de valores de Filipinas. Resultó de la fusión en 1992 de las dos bolsas históricas de Manila: la Bolsa de Manila, creada en 1927 y que era una de las más antiguas bolsas asiáticas, y la Bolsa de Macati, creada en 1963.

## Historia
A pesar de haber comenzado sus trabajos en 1927, la Bolsa de Manila tenía una dimensión modesta, pues sufrió restricciones al ahorro y a la transparencia financiera bajo la era del dictador Ferdinand Marcos. En 1963, se creó una nueva bolsa de valores en Manila, en competencia directa con la anterior. Creada por cinco hombres de negocios filipinos y ubicada en Macati, barrio financiero del Gran Manila, recibió el nombre de Bolsa de Macati. Fue oficialmente operativa desde 1965.
Como los demás bolsas asiáticas, Manila se benefició al comienzo de los años 1990 de una afluencia masiva de capitales extranjeros de gran volatilidad, casi especulativos. Los altibajos constantes acabaron desestabilizando la moneda y después la economía de varios países, que derivó en una política de cambio fijo.
En 1992, la Bolsa de Manila se fusiona con la de Macati con el fin de refundarla y pasa a llamarse Bolsa de Filipinas, que estuvo operativa desde 1994. La sede de la nueva bolsa se trasladó en 2002 a Taguig, en el Gran Manila.

## Índices más importantes
El principal índice bursátil de la Bolsa de Filipinas es el PSE Composite Index (PSEi), compuesto por treinta grandes empresas. Hay otros seis índices relacionados con sectores económicos específicos, por ejemplo el « PSE Financials Index » para los bancos e instituciones financieras o el « PSE Mining and Oil Index » para la industria minera y petrolera. El PSE All Shares Index (ALL) reagrupa todos los demás índices.